# ひまわり (安田祥子の曲)
「ひまわり」は、1996年8月～9月に、NHKの音楽番組『みんなのうた』で放送された曲。作詞：山川啓介、作曲：坂田晃一、編曲：萩田光雄、歌：安田祥子。

## 概要
由紀さおりの実姉であるソプラノ歌手・安田祥子が、夏に咲いた一輪のひまわりの気持ちを歌った楽曲。安田祥子の『みんなのうた』出演は、本作が唯一である。
再放送は3回行われているが全てラジオのみ。1999年に同番組で放送された「ひまわり」（作詞・作曲・歌：又紀仁美）とは異なる。

## 収録曲
1. ひまわり
2. 風を見た朝
3. ひまわり（オリジナル・カラオケ）
4. 風を見た朝（オリジナル・カラオケ）